# Леса Новой Англии и Акадии
Леса́ Но́вой А́нглии и Ака́дии (англ. New England-Acadian forests) — экологический регион умеренных широколиственных и смешанных лесов, объединяющий ряд ареалов на холмах, плато и в горах Новой Англии на северо-востоке США и Приморских провинций в Восточной Канаде.

## Климат
В этом экологическом регионе отмечается влажный континентальный климат с тёплым летом.